# The Buccaneer
The Buccaneer é um filme estadunidense de 1958, dos gêneros guerra, aventura e ficção histórica, dirigido por Anthony Quinn.

## Sinopse
Pirata se apaixona por jovem da sociedade e enfrenta vários preconceitos para conquistar seu amor.

## Elenco
- Yul Brynner .... Jean Lafitte
- Claire Bloom .... Bonnie Brown
- Charles Boyer .... Dominique You
- Inger Stevens .... Annette Claiborne
- Henry Hull .... Ezra Peavey
- E.G. Marshall .... Gov. William
- Charlton Heston .... Gen. Andrew Jackson
- Lorne Greene .... Mercier
- Kathleen Freeman
- Lane Chandler .... Lenhador (não-creditado)